# Composto (araldica)
Composto è un termine utilizzato in araldica per indicare una pezza divisata con quadretti di smalto alternato in una sola fila. Eccezione storica per la bordatura di Casa Savoia.
Il termine è utilizzato anche per definire lo scudo, quando è diviso in vari campi (troncato, inquartato, partito, trinciato, ecc.), oppure per indicare le armi composte cioè quelle formate da diverse armi riunite insieme.

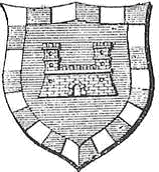
Bordatura composta
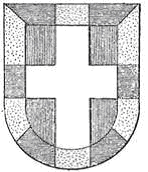
Bordatura composta
Inquartato: nel 1° e 4° d'azzurro, a tre gigli d'oro; nel 2° e 3° di rosso, a tre leopardi d'oro; alla bordura composta d'azzurro e d'armellino (Thomas Beaufort, I duca di Exeter)